# Derobrachus chemsaki
Derobrachus chemsaki är en skalbaggsart som beskrevs av Santos-silva 2007. Derobrachus chemsaki ingår i släktet Derobrachus och familjen långhorningar.
Artens utbredningsområde är Guatemala. Inga underarter finns listade i Catalogue of Life.